# Apuesta deportiva
La apuesta deportiva es una modalidad de apuestas en la que se intenta predecir los resultados de una competición deportiva. La legalidad, la regulación y la aceptación general de estas apuestas deportivas varía de país a país. El país pionero en las apuestas de todo tipo, sobre todo carreras de caballos y carreras de galgos ha sido el Reino Unido. Son muy populares las apuestas de boxeo profesional en algunas ciudades de Estados Unidos.
Desde el año 2002 se está llevando a cabo toda una expansión de casas de apuestas virtuales, centradas en apuestas deportivas, que está llegando a países de todos los continentes, y abarca a numerosas disciplinas deportivas.

## Orígenes
Este tipo de juego de azar es el más antiguo de la que se tiene constancia. La civilización griega, hace más de dos mil años, fue la responsable de comenzar a apostar en sus disciplinas favoritas. Años más tarde los romanos se hicieron suya esta costumbre, hasta derivar en un negocio, realizándose apuestas en los circos romanos, con los gladiadores como protagonistas. Fue, sin embargo, durante los siglos XVIII y XIX, cuando esta práctica se empezó a extender de forma exponencial. Alrededor a 1780, aparece el juego que ha llegado a nuestros días. Las apuestas se realizaban en carreras de caballos y galgos y su despegue definitivo tuvo lugar en Inglaterra, la verdadera cuna de las apuestas, llegando a Estados Unidos medio siglo después.
Con la aparición de las casas de apuestas, las apuestas deportivas empezaron su expansión a otros deportes. Sin embargo, la gran revolución del mercado de las apuestas deportivas tuvo lugar a principios de la primera década del siglo XXI. Gracias a la irrupción de Internet en este sector. El juego en línea ha marcado un antes y un después en el mundo de las apuestas deportivas. A partir de ese momento, se produjo un crecimiento exponencial de la cantidad de compañías en el sector, la facturación del mismo y el comportamiento y prácticas del consumidor.

## Método de apuesta
Los jugadores realizan apuestas de forma legal, a través de un agente de apuestas oficial como Dafabet, William Hill, K8, SBOBET, Tinycat99, ... o de forma ilegal a través de empresas privadas. El término "corredor de apuestas" se refiere al libro utilizado por los corredores de apuestas para realizar un seguimiento de las apuestas, los pagos y las obligaciones. La mayoría de las casas de apuestas deportivas en toda regla están disponibles en línea, se ejecutan a través de Internet desde agencias judiciales separadas de los clientes a los que sirven, a menudo para obtener diferentes leyes de juego (p. como la Ley de Apuestas Ilegales de 2006 en los Estados Unidos) en mercados seleccionados como Las Vegas, Nevada, o en barcos especializados que juegan a través de quioscos de autoservicio. Hacen una apuesta de "toma primero", lo que significa que el apostador debe pagar la apuesta antes de realizar una apuesta. Las casas de apuestas ilegales, por la naturaleza de sus negocios, pueden operar en cualquier lugar que solo requiera cobro cuando el jugador pierde dinero y no requiere un pago inicial. Esto hace que los jugadores a menudo le deben al crupier, creando una serie de otros factores criminales al cobrar deudas, aumentando así la ilegalidad de estas casas de apuestas.

## Momios o cuotas deportivas
La cuota es un trazador de las ganancias potenciales a una apuesta. Hay varios tipos de cuotas:
- Cuota europea: Es una cuota en forma de número entero o decimal (ej: 1,5 o 3). Representa el multiplicador del dinero que se recibe en caso de que nuestra apuesta sea ganadora. La cuota multiplicada por la cantidad apostada es lo que nos devuelve la casa de apuestas.
- Cuota inglesa: Es una cuota en forma de fracción (ej: 1/2 o 2/1). Representa el multiplicador del dinero que ganamos si nuestra apuesta resulta ganadora. La cuota multiplicada por la cantidad apostada es la ganancia, la casa además nos devuelve la cantidad apostada.
- Cuota americana: Es una cuota que puede expresarse en forma de número positivo o negativo (ej: -200 o 200). Es una representación muy particular y presenta, en caso de cuota positiva, lo que nos devuelve la casa de apuestas si apostamos 100 unidades de la moneda en juego. Si la cuota es negativa representa la cantidad que hay que apostar para ganar 100 unidades de la moneda en juego.

En las páginas de apuestas deportivas o sportbooks, los momios o las cuotas siempre vienen presentados de una manera fácil y rápida de leer para que sean más prácticos, debido a que tanta información puede confundir a los usuarios de estos sitios.
Usualmente estas páginas acomodan la información de los momios o cuotas adentro de tablas interactivas en las que los jugadores pueden saber cuánto dinero pueden llegar a ganar incluso antes de colocar las apuestas.

## Tipos de apuestas deportivas
- Hándicap: Gracias a este sistema podemos emparejar un partido quitando goles o puntos al equipo con más oportunidades de ganar y añadiéndoselos al menos favorito. Se utiliza sobre todo en fútbol americano y rugby.
- Hándicap Asiático: Es muy parecido al hándicap clásico pero tiene ciertas particularidades a tomar en cuenta ya que las apuestas con tres o más pronósticos se ajustan para tener solo dos posibilidades. Por ejemplo el 1X2 del fútbol pasa a ser Local +/- n goles vs Visitante +/- n goles
- Apuesta a Largo Plazo: Se utiliza cuando el evento dura varios días.
- Apuesta en Directo: El apostador puede modificar su apuesta en el transcurso del partido.
- Apuesta Especial: Apuesta que está relacionada con los equipos que se enfrentan pero no con el partido en sí.
- Apuesta Simple: Es la más utilizada y clásica. Si la persona acierta el pronóstico se le devuelve el importe más los beneficios. En caso contrario la casa de apuesta se queda con todo el dinero.
- Apuesta Combinada: Aquí se hacen varias apuestas para varios eventos deportivos y hay que acertarlos todos para poder ganar la apuesta.
- Apuestas de Sistema: Existen varios sistemas para apuestas múltiples en los que se combinan las diferentes posibilidades entre las selecciones elegidas para apostar. Las más comunes son las apuestas de sistemas Trixie, Patent, Yankee y Lucky15.
- Doble oportunidad: Es un tipo de apuesta en la que se puede elegir dos de las tres opciones dadas en lugar de una sola. Estas tres opciones son: Gana el equipo de casa, gana el equipo visitante o el empate. Se puede elegir entre: gana el equipo de casa o empatan, gana el equipo visitante o empatan y gana el equipo de casa o el visitante.
- Ambos equipos marcarán: Es un tipo de apuesta en la que se puede apostar a que ambos equipos anotarán en un partido determinado. Es suficiente con que ambos equipos marquen al menos un gol.

## Estrategias
Las estrategias de las apuestas deportivas son escenarios empleados por los apostadores, son una mezcla de factores psicológicos, de motivación, biológicos, actuaciones anteriores, etc. Un ejemplo de una estrategia usando factores situacionales y biológicos es apostar a las divisiones inferiores y considerar la distancia en kilómetros entre dos equipos que juegan, teniendo en cuenta que los viajes largos tienden a ser perjudiciales para los equipos de estas divisiones inferiores. Otras estrategias buscan un uso eficiente de las estadísticas disponibles, a fin de aumentar las ganancias. La estrategia de valor compara las probabilidades (porcentajes) de los resultados con las cuotas actuales de una casa de apuestas. La probabilidad decimal puede ser simplemente convertida en porcentajes dividiendo 1 por la probabilidad (por ejemplo, 1 / 1,5 = 0,666 => 67%). Por ejemplo, si un partido Zaragoza - Celta tiene una probabilidad de 74%, las cuota es de 1,75 para Zaragoza (1 : 1,75 = 0,571 => 57%), esto da una diferencia de 74% - 57% = 17%. Este 17% se pone en juego de acuerdo con la estrategia de Kelly: presupuesto multiplicado por 1/10 de la estimación de valores (en este caso el 17%, o sea, 0,17) dividido por la cuota menos 1 (o sea en este caso 1,75 – 1 = 0,75).
Una estrategia para apostar en partidos de tenis es apostar a que se superará la línea de juegos prevista por la casa de apuestas en partidos en los que se enfrenten jugadores con buen saque y que se jueguen en pistas rápidas. Normalmente este tipo de apuestas de línea de juegos suele tener 2 opciones, o se disputa más de la cantidad estipulada por la casa o menos, y se ofrecen cuotas cercanas al 2.00, de manera que se puede casi duplicar el dinero arriesgado si se pronostica de manera acertada. Al enfrentarse 2 tenistas con buen saque en pistas rápidas, es bastante probable que haya pocas roturas de servicio y que se jueguen los sets en los tie-breaks, de manera que esta estrategia de apostar a que se superará la línea de juegos propuesta por la casa suele dar buenos beneficios en el medio-largo plazo.
Se recomienda dividir el total del banco para 100 o 200, y el resultado de esta división da igual a un valor unitario que sería el recomendado de apostar.
Para poder establecer correctamente el importe de nuestras apuestas debemos antes definir el monto de dinero que utilizaremos para nuestras apuestas. Al bankroll lo podemos considerar como aquella cantidad total de dinero destinada a las apuestas deportivas o lo que coloquialmente sería nuestra hucha de ganancias deportivas. Un bankroll adecuado para practicar una estrategia a la hora de apostar es aquel que nos permita jugar una determinada cantidad de dinero en función de las probabilidades que anteriormente hemos calculado.

## Aspectos legales
La legalidad de las apuestas deportivas varía significativamente de un país a otro, reflejando la diversidad de enfoques regulatorios y culturales hacia el juego a nivel mundial. En algunas naciones, las apuestas deportivas son completamente legales y reguladas por entidades gubernamentales, lo que permite a los operadores ofrecer sus servicios dentro de un marco legal claro que protege tanto a los consumidores como al integridad de los deportes.

### Argentina
En Argentina, la legalidad de las apuestas deportivas se encuentra regulada principalmente a nivel provincial, dada la naturaleza federal del país que otorga a cada una de sus provincias la autonomía para legislar sobre juegos de azar. Esto ha resultado en un panorama diverso en cuanto a la regulación de las apuestas deportivas, con algunas provincias permitiéndolas y regulándolas extensivamente, mientras que otras mantienen restricciones más estrictas. A nivel nacional, existen esfuerzos por crear un marco regulatorio más uniforme, particularmente para las apuestas deportivas en línea, las cuales han ganado popularidad y presentan nuevos desafíos regulatorios. La falta de una legislación federal cohesiva sobre las apuestas deportivas en línea ha llevado a un enfoque fragmentado, aunque varias provincias han comenzado a otorgar licencias a operadores en línea, buscando así regular el mercado y ofrecer protecciones al consumidor.

### Brasil
En diciembre de 2023, Brasil promulgó la Ley n.º 14.790/2023, que estableció un marco regulatorio federal para las apuestas de cuota fija, incluidas las apuestas deportivas y los deportes electrónicos. La normativa autoriza la actividad tanto en modalidad presencial como en línea, bajo la supervisión del Ministerio de Hacienda y su Secretaría de Premios y Apuestas (SPA).
Los operadores deben estar constituidos en Brasil, cumplir con medidas contra el lavado de dinero y protección al consumidor, y no pueden aceptar pagos mediante tarjetas de crédito o criptomonedas. Además, solo se permiten dominios web que terminen en ".bet.br". Los operadores están sujetos a impuestos sobre los ingresos brutos del juego, y las ganancias de los jugadores tributan como renta.
El mercado regulado entró en vigor en enero de 2025, con 14 empresas que obtuvieron licencias plenas y más de 50 que operaban con autorizaciones provisionales. Entre los primeros operadores autorizados se encontraban Betano, Bet365, Betsson, Sportingbet, Superbet, KTO y Betfair.

### España
En España, las apuestas deportivas son completamente legales y están reguladas a nivel nacional por la Dirección General de Ordenación del Juego (DGOJ), un organismo dependiente del Ministerio de Consumo. Desde la aprobación de la Ley 13/2011, de 27 de mayo, sobre regulación del juego, el país ha establecido un marco legal claro para la operación de apuestas deportivas tanto en establecimientos físicos como en plataformas en línea. Esta legislación abarca licencias, publicidad, y la protección de los apostadores, garantizando un entorno de juego seguro y responsable. Además, las regulaciones incluyen medidas para prevenir la ludopatía y asegurar que los operadores ofrezcan información clara sobre las probabilidades y riesgos del juego. En los últimos años, España ha experimentado un auge en las apuestas deportivas, con una amplia oferta de mercados y eventos disponibles para los consumidores. La DGOJ se encarga de supervisar y actualizar las regulaciones pertinentes para adaptarse a los cambios en el mercado y proteger los intereses de los jugadores.

### México
En México, las apuestas deportivas son legales y están reguladas por la Ley Federal de Juegos y Sorteos, la cual fue promulgada originalmente en 1947 y ha sufrido diversas modificaciones a lo largo de los años para adaptarse a los cambios en el sector de juegos y apuestas. La regulación y supervisión de las apuestas deportivas, así como de otros juegos de azar, recae en la Secretaría de Gobernación a través de la Dirección General de Juegos y Sorteos. Esta entidad es responsable de emitir las licencias para operadores de juegos con apuestas y sorteos, tanto para establecimientos físicos como para plataformas en línea.
La industria de las apuestas deportivas en México ha experimentado un crecimiento significativo, impulsada por la popularidad del fútbol y otros deportes, así como por el avance tecnológico que facilita el acceso a plataformas de apuestas en línea. A pesar de esto, el marco regulatorio enfrenta el desafío de adaptarse a las dinámicas del mercado digital, buscando establecer medidas que protejan a los consumidores y prevengan problemas relacionados con el juego.
Los operadores que deseen ofrecer servicios de apuestas deportivas en México deben cumplir con los requisitos establecidos por la Ley y obtener la autorización correspondiente, garantizando así un entorno seguro y regulado para los apostadores.

## Fraude deportivo
Para ganar dinero mediante apuestas, a menudo los apostadores realizan distintos tipos de fraudes para lograr el resultado deseado.
El método más común es lograr que un competidor para dejarse perder a propósito, para así apostar el resultado contrario. Esto se puede hacer mediante amenazas violentas al competidor, o bien mediante sobornos voluntarios. Por ejemplo, un boxeador puede dejarse golpear y noquear, o un futbolista puede convertir un gol en contra.
También se puede realizar lo mismo con un entrenador, para que elija jugadores inapropiados o para que indique estrategias de juego incorrectas.
Otra forma de fraude deportivo es amenazar o sobornar al árbitro de la competición, para que beneficie o perjudique indebidamente a alguno de los competidores, o para que realice un cobro concreto en algún momento predefinido, y apostar a que esa acción ocurrirá.
Por ejemplo, en 1919, ocurrió el Escándalo de los Medias Negras, en donde ocho jugadores del equipo fueron expulsados de las Grandes Ligas de Béisbol por perder intencionalmente la Serie Mundial, al ser sobornados por apostadores.
También ocurre que el propio competidor, entrenador o árbitro cometa el fraude sin intermediarios. Para evitarlo, a menudo las federaciones exigen que los participantes tengan prohibido realizar apuestas de cualquier tipo.
En vez de apostar por el resultado global de una competición, también ocurre que se cometa fraude al apostar sobre acciones concretas de un partido. Por ejemplo, durante un partido de cricket entre Pakistán e Inglaterra en 2010, un apostador reveló al periódico News of the World que dos jugadores errarían ciertas jugadas, y las predicciones se cumplieron. No obstante, es más fácil detectar este tipo de fraudes, ya que es raro que se realicen apuestas fuertes para eventos triviales.
En un partido de fútbol inglés en 1995, el delantero Matt Le Tissier intentó patear la pelota a un lado de la cancha, y así ganar una apuesta de que habría un saque lateral en el primer minuto del partido, pero falló y no ganó la apuesta.